# Sebastian Ernst (Leichtathlet)
Sebastian Ernst (* 11. Oktober 1984 in Gelsenkirchen) ist ein ehemaliger deutscher Leichtathlet, der im Sprint startete. Er startete für den FC Schalke 04 (bis 2005), TV Wattenscheid (2006–2012, 2014–2015) und TSV Bayer 04 Leverkusen (2013).

## Leben
Ernst wurde bei den Juniorenweltmeisterschaften 2002 in Kingston als bester Europäer Sechster im 200-Meter-Lauf. 2003 wurde er in Tampere Junioreneuropameister und gewann mit der deutschen 4-mal-100-Meter-Staffel die Silbermedaille. Bei den U23-Europameisterschaften 2005 in Erfurt gewann er Silber im Einzel und mit der Staffel und galt 2004/05 neben Tobias Unger als bester deutscher 200-Meter-Sprinter.
Ernst nahm an den Olympischen Spielen 2004 in Athen teil, wo er das Halbfinale erreichte. Im Zwischenlauf hatte er seine persönliche Bestleistung auf 20,36 s verbessert, womit er sich auf Platz drei der ewigen deutschen Bestenliste schob, hinter Tobias Unger, der am selben Tag 20,30 s gelaufen war, und Frank Emmelmann. 2005 startete Ernst bei den Weltmeisterschaften in Helsinki. Im Jahr darauf wurde er Deutscher Meister und nahm an den Europameisterschaften in Göteborg teil, wo er mit der deutschen Staffel den fünften Platz erreichte.
Seit 2007 konnte sich Ernst nicht mehr im Einzel oder in der Staffel für Großereignisse qualifizieren, ehe er bei den Europameisterschaften 2010 in Barcelona über 200 Meter am Start war und dort eine Runde weiter kam. Auf seinen Einsatz in der Staffel musste er wegen einer Oberschenkelverletzung beim Aufwärmen verzichten. In der folgenden Hallensaison wurde Ernst Deutscher Hallenmeister. Dabei stellte er in Leipzig am 27. Februar 2011 in 20,42 s einen neuen deutschen Hallenrekord auf und unterbot die sechs Jahre alte Bestmarke von Tobias Unger von 20,53 s. Im Sommer nahm er an den Weltmeisterschaften in Daegu teil. Bei den Europameisterschaften 2012 erreichte er in Helsinki das Halbfinale. Im November 2015 beendete er seine Karriere. Er ist Polizeihauptmeister bei der Bundespolizei.

## Erfolge
- 2002: 6. Platz Juniorenweltmeisterschaften 200 m
- 2003: Deutscher Vizehallenmeister 200 m, Junioreneuropameister 200 m, Vizejunioreneuropameister 4 × 100 m
- 2004: Deutscher Vizehallenmeister 200 m, Teilnahme Hallenweltmeisterschaften 200 m – im Halbfinale ausgeschieden, 3. Platz Deutsche Meisterschaften 200 m, Teilnahme Olympische Spiele 200 m – im Halbfinale ausgeschieden
- 2005: Deutscher Vizehallenmeister 200 m, Teilnahme Halleneuropameisterschaften 200 m, U23-Vizeeuropameister 200 m, 4 × 100 m, Weltmeisterschaften 200 m – im Zwischenlauf ausgeschieden
- 2006: Deutscher Vizehallenmeister 200 m, Deutscher Hallenmeister 4 × 200 m mit deutschem Hallenrekord, Deutscher Meister 200 m (sein erster Deutscher Einzeltitel), 4 × 100 m, Teilnahme Europameisterschaften 200 m – im Halbfinale ausgeschieden, 5. Platz Europameisterschaften 4 × 100 m
- 2007: Deutscher Vizehallenmeister 200 m, Deutscher Hallenmeister 4 × 200 m, Deutscher Meister 4 × 100 m
- 2008: Deutscher Meister 4 × 100 m
- 2009: Deutscher Vizehallenmeister 200 m, Deutscher Hallenmeister 4 × 200 m
- 2010: Deutscher Hallenmeister 4 × 200 m, Deutscher Vizemeister 200 m, Deutscher Meister 4 × 100 m, Teilnahme Europameisterschaften 200 m – im Halbfinale ausgeschieden
- 2011: Deutscher Hallenmeister 200 m, 4 × 200 m, Deutscher Vizemeister 200 m, Teilnahme Weltmeisterschaften 200 m – im Viertelfinale ausgeschieden
- 2012: 3. Platz Deutsche Meisterschaften 200 m, Deutscher Meister 4 × 100 m, Teilnahme Europameisterschaften – im Halbfinale ausgeschieden

## Bestleistungen

### Freiluft
- 100 m: 10,34 s, 2010
- 200 m: 20,36 s, 2004

### Halle
- 60 m: 6,72 s, 2009
- 200 m: 20,42 s, 2011, deutscher Hallenrekord